# Zwenyhorodka (stacja kolejowa)
Zwenyhorodka (ukr: Станція Звенигородка) – stacja kolejowa w miejscowości Jerky, w obwodzie czerkaskim, na Ukrainie. Jest częścią Kolei Odeskiej. Znajduje się na liniach Cwitkowe – Chrystyniwka, Bahaczewe – Daszukiwka.

## Linie kolejowe
- Cwitkowe – Chrystyniwka
- Bahaczewe – Daszukiwka